# 磽磧毛澤東、朱德居住地舊址
磽磧毛澤東、朱德居住地舊址位於四川省雅安市寶興縣，文物遺址年代判定為1935年。2012年7月16日公佈為四川省文物保護單位。磽磧毛澤東、朱德居住地舊址（鬥底、迥貢鍋莊樓）位於四川省雅安市寶興縣磽磧鄉澤根村二組，始建於清代，石木結構，坐西向東，東西長50米，南北寬30米，占地面積1500平方米。其中鬥底鍋莊樓長12米，寬10米，高13米，石木結構，為兩段四層，下段為方形石明建築，上段為穿逗式，懸山式雙披屋頂，施小青瓦。1935年6月，中央紅軍到達這裡，毛澤東、朱德分別居住這兩棟房屋。該兩棟房屋原在庫區，由於修建磽磧水電站，整體搬遷到現在位置。2007年，磽磧毛澤東、朱德居住地舊址被寶興縣人民政府公佈為縣級文物保護單位。